# 霍林河
霍林河也称霍林郭勒（转写：Holin gol）位于中国吉林省西北部，内蒙古自治区东部，是嫩江右岸的一条重要支流。辽称“浑河”，金称“鹤王河”，元称“哈老哥鲁河”，清称“合河”。“霍林”为美食、茶饭、休养生息之意。内蒙古自治区的霍林郭勒市以此河命名。
霍林河发源于内蒙古自治区扎鲁特旗北部大兴安岭后福特勒罕山北麓，流经科右中旗和吉林省通榆县，大安市，前郭尔罗斯蒙古族自治县等地，流经查干湖在前郭尔罗斯大库里泡附近的库里泡注入嫩江。全长590公里，流域面积31320平方公里。多年平均流量为5.44立方米/秒，多年平均径流量为1.72亿立方米/年。1993年大洪水入吉林省境水量为6.18亿立方米，1998年大洪水入吉林省境水量为19.65亿立方米。
途纳昆都冷阿拉诺都尔河、乌布儿坤都勒河等支流。在科右中旗吐列毛杜镇以上为上游，吐列毛杜至高力板镇为中游，高力板以下为下游。沿河建有向海、兴隆等水库及引水渠。因河流上中游大量引用河水，20世纪60年代中期起河道逐渐干枯。自1971年，通过洮南市洮儿河右岸修建的龙华吐分洪滚水坝及“引洮入向”分洪工程，每年可向霍林河向海水库引水约1.4亿立方米。
位于吉林省境内的霍林河下游河段多是没有堤防的无尾河流。该河为季节性河流，正常年份水量稀少。大的洪水年份，洪水漫溢，淹没面积较大。但据多年资料分析，霍林河发生洪水的频率较低。沿河村屯依据1998年洪水淹没线择高迁居，以确保安全。
 大兴安岭 45°11′00″N 119°40′00″E / 45.18333°N 119.66667°E